# Jimmy Mullen
James Mullen (6 de gener de 1923 - 23 d'octubre de 1987) fou un futbolista anglès de la dècada de 1950.
Fou internacional amb la selecció d'Anglaterra amb la qual participà en la Copa del Món de futbol de 1950 i a la Copa del Món de futbol de 1954. Passà tota la seva carrera al Wolverhampton Wanderers FC.

## Palmarès
Wolverhampton Wanderers
- First Division
  - 1953-54, 1957-58, 1958-59
- FA Cup
  - 1949